# Luis Caicedo Valencia
Luis Adrián Caicedo Valencia (Ecuador; 24 de septiembre de 1997) es un futbolista ecuatoriano. Juega de defensa y su equipo actual es el Club Sport Emelec de la Serie A de Ecuador.

## Trayectoria
Formado en las inferiores del Emelec, Caicedo como sénior comenzó su carrera en clubes amateur del país.
Fue hasta 2020, cuando firmó en el Manta Fútbol Club de la Serie A, sin embargo no llegó a debutar.
En enero de 2021, Caicedo fichó en el Delfín Sporting Club, debutando en la Serie A el 20 de febrero de 2022 ante el Barcelona Sporting Club.
El 31 de diciembre de 2023, se oficializó su préstamo con opción de compra por una temporada al Always Ready de la Primera División de Bolivia.

## Estadísticas

### Clubes
Actualizado al último partido disputado el 20 de julio de 2025.
| Club                          | Div.          | Temporada     | Liga  | Liga  | Copas nacionales | Copas nacionales | Copas internacionales | Copas internacionales | Total | Total |
| Club                          | Div.          | Temporada     | Part. | Goles | Part.            | Goles            | Part.                 | Goles                 | Part. | Goles |
| ----------------------------- | ------------- | ------------- | ----- | ----- | ---------------- | ---------------- | --------------------- | --------------------- | ----- | ----- |
| Atlético Portoviejo · Ecuador | 3.ª           | 2017          | 12    | 0     | —                | —                | —                     | —                     | 12    | 0     |
| Atlético Portoviejo · Ecuador | Total club    | Total club    | 12    | 0     | 0                | 0                | 0                     | 0                     | 12    | 0     |
| Malecón · Ecuador             | 3.ª           | 2018          | 2     | 0     | —                | —                | —                     | —                     | 2     | 0     |
| Malecón · Ecuador             | Total club    | Total club    | 2     | 0     | 0                | 0                | 0                     | 0                     | 2     | 0     |
| La Paz · Ecuador              | 3.ª           | 2018          | 2     | 0     | —                | —                | —                     | —                     | 2     | 0     |
| La Paz · Ecuador              | 3.ª           | 2019          | 29    | 3     | —                | —                | —                     | —                     | 29    | 3     |
| La Paz · Ecuador              | Total club    | Total club    | 31    | 3     | 0                | 0                | 0                     | 0                     | 31    | 3     |
| Manta F. C. · Ecuador         | 2.ª           | 2020          | 10    | 0     | —                | —                | —                     | —                     | 10    | 0     |
| Manta F. C. · Ecuador         | Total club    | Total club    | 10    | 0     | 0                | 0                | 0                     | 0                     | 10    | 0     |
| Delfín S. C. · Ecuador        | 1.ª           | 2021          | 0     | 0     | —                | —                | —                     | —                     | 0     | 0     |
| Delfín S. C. · Ecuador        | 1.ª           | 2022          | 26    | 2     | 3                | 0                | 2                     | 0                     | 31    | 2     |
| Delfín S. C. · Ecuador        | 1.ª           | 2023          | 29    | 1     | —                | —                | 1                     | 0                     | 30    | 1     |
| Always Ready · Bolivia        | 1.ª           | 2024          | 22    | 2     | —                | —                | 13                    | 1                     | 35    | 3     |
| Always Ready · Bolivia        | Total club    | Total club    | 22    | 2     | 0                | 0                | 13                    | 1                     | 35    | 3     |
| Delfín S. C. · Ecuador        | 1.ª           | 2025          | 9     | 0     | 0                | 0                | —                     | —                     | 9     | 0     |
| Delfín S. C. · Ecuador        | Total club    | Total club    | 64    | 3     | 3                | 0                | 3                     | 0                     | 70    | 3     |
| C. S. Emelec · Ecuador        | 1.ª           | 2025          | 6     | 0     | 0                | 0                | —                     | —                     | 6     | 0     |
| C. S. Emelec · Ecuador        | Total club    | Total club    | 6     | 0     | 0                | 0                | 0                     | 0                     | 6     | 0     |
| Total carrera                 | Total carrera | Total carrera | 147   | 8     | 3                | 0                | 16                    | 1                     | 166   | 9     |
| 1. 2.                         |               |               |       |       |                  |                  |                       |                       |       |       |

## Palmarés

### Campeonatos provinciales
| Título                      | Club                | Año  |
| --------------------------- | ------------------- | ---- |
| Segunda Categoría de Manabí | Atlético Portoviejo | 2017 |
| Segunda Categoría de Manabí | La Paz              | 2019 |